# Маршал (телесериал)
«Маршал» (англ. «The Marshal») — американский драматический телесериал, который транслировался на канале ABC в течение двух сезонов в 1995 году. В том же году эпизод «Хитвумен» (англ. «Hitwoman») был номинирован на 47-ю премию «Эмми» за выдающиеся индивидуальные достижения в области звукового монтажа сериала.

## Описание
В главной роли в сериале играл Джефф Фэйи, являющийся маршалом США, которому поручено преследовать беглецов по всей стране. Уинстон МакБрайд (Джефф Фэйи) — семьянин, а в то же время постоянно преследует беглецов, и который никогда не позволял преступнику уйти. Выслеживая и конвоируя преступников, он странствует по всей стране, встречая по пути разных людей. Остроумный МакБрайд при выполнении своих обязанностей во многом полагается на своё причудливое чувство юмора и интеллект.